# Phaulopsis oppositifolia
Phaulopsis oppositifolia là một loài thực vật có hoa trong họ Ô rô. Loài này được (J.C. Wendl.) Lindau miêu tả khoa học đầu tiên năm 1897.